# Kupelwieser-Schlössl

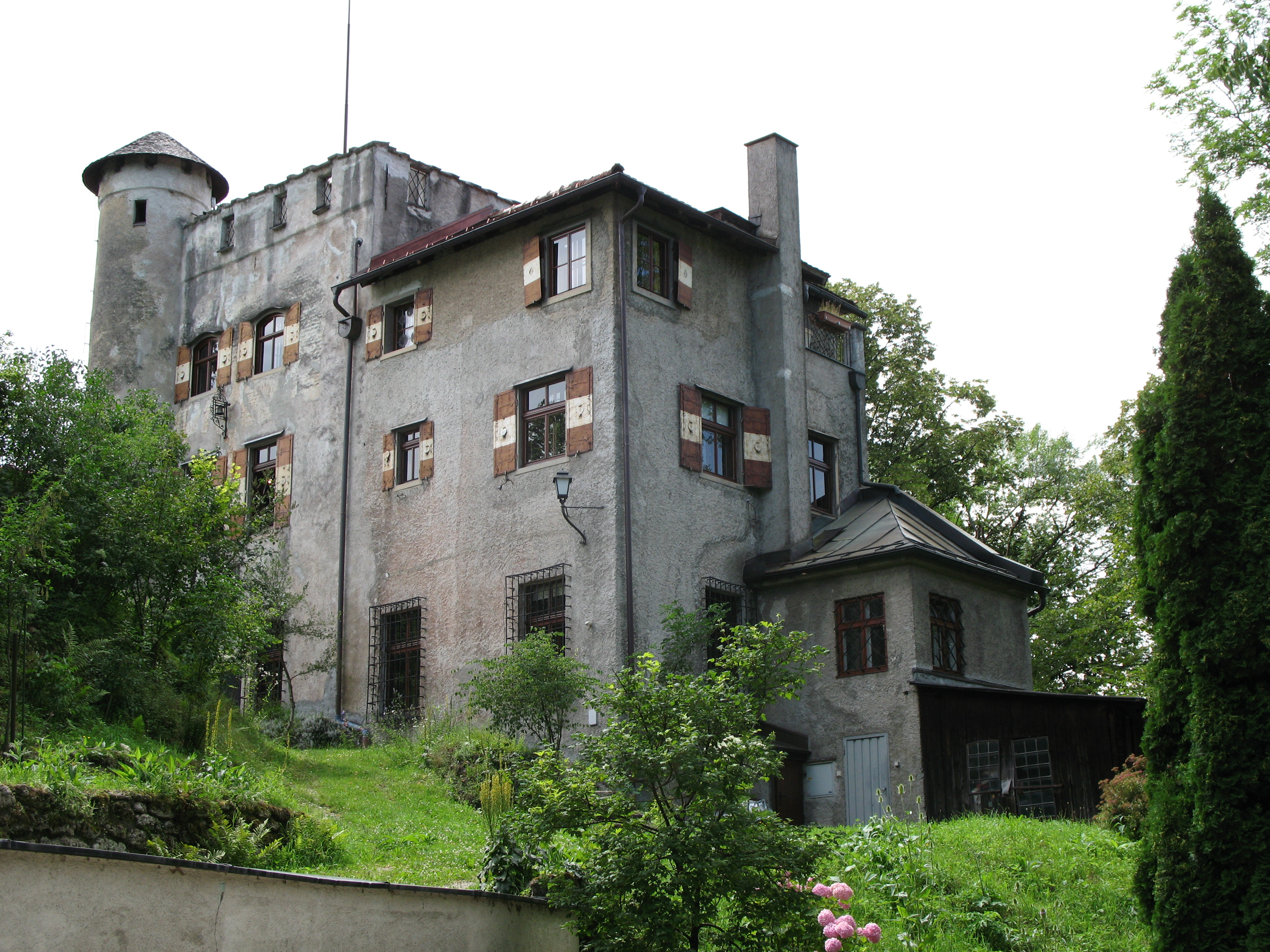
Kupelwieser-Schlössl auf dem Mönchsberg

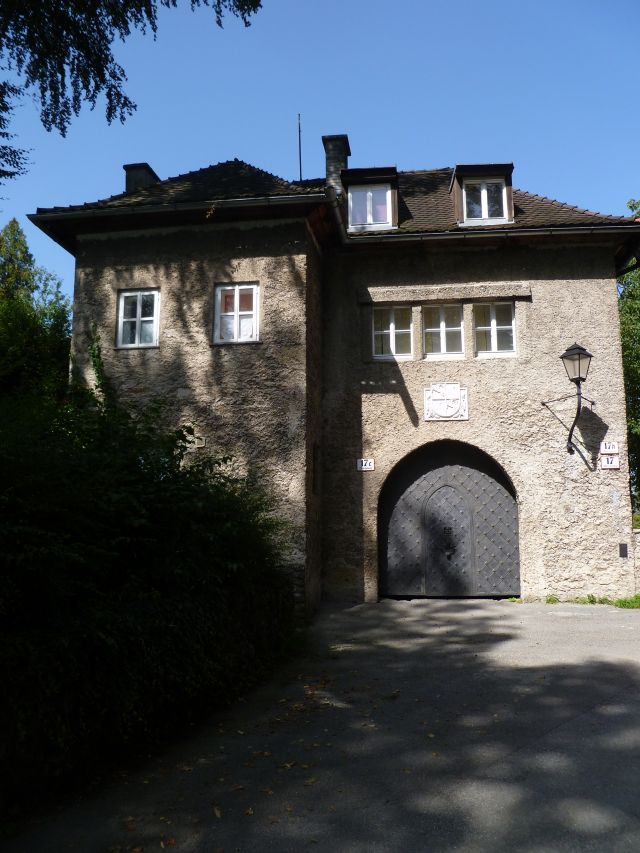
Kupelwieserschlössl: Torhaus

Das Kupelwieser-Schlössl, auch Falkenturm, Konstantinturm oder Marienschlösschen genannt, ist ein neugotisches Bauwerk auf dem Mönchsberg in Salzburg im Raum der Richterhöhe. Seit 1995 ist das Gebäude unter Denkmalschutz gestellt.

## Geschichte
Erstmals urkundlich erwähnt wurde der Bau, als am 23. April 1364 der Zimmermann Wolfhart zusammen mit seiner Frau Elsbeth und der gleichnamigen Tochter die zunächst des Falkenturms gelegene Peunt (damit ist eine eingezäunte Wiese gemeint) zum Leibgedinge zugunsten des Siechenhauses in Mülln erhielt. Der Turm diente offenbar zur Aufbewahrung der Falken für die erzbischöfliche Jagd. In der Folge gelangte der Turm ins Eigentum des Domkapitels bzw. der Dompropstei, daher hieß der Turm 1389 Tumherrenturm  und 1417 Tumpropsteiturm. Das Domkapitel verpachtete in der Folge den Turm, so 1612 an Konstantin Graf Liechtenstein, auf den die Bezeichnung Konstantinturm zurückgeht. Am 10. Dezember 1642 wurde das Gebäude mit den umliegenden Liegenschaften der „Hohen Salzburger Landschaft“ zu Befestigungszwecken verkauft.
Am 29. August 1674 erhielt das Kloster St. Peter im Tausch gegen den Riedenburger Berg den Besitz um den Turm und das dazugehörige Stöckl, ohne den Turm selbst, und machte daraus die Konstantinmeierei. Diese bestand aus einem zwei Stock hohen, an den Turm angelehnten gemauerten Haus, einem gesonderten Backofen und  weiteren landwirtschaftlichen Gebäuden (Laub- und Holzhütte, Scheune mit Dreschtenne, Keller und Wagenschuppen) und etwa 7000 m² Grund. Im Jahre 1822 wurde auch diese Meierei vom Kloster St. Peter wegen zu geringer Einkünfte versteigert. Der seit vielen Jahren einsturzgefährdete Turm brach 1831 in sich zusammen. Der damalige Meiereibesitzer Vogl kaufte von der Fortifikationsdirektion den Grund, auf dem der eingestürzte Turm stand (ca. 77 m²). In den folgenden Jahren wechselte sich eine Reihe von Besitzern ab, die alle durch Kauf an den Besitz kamen.
1863 erwarben Joseph und Anna Achleitner die Meierei. Josef Achleitner war ein damals bekannter Zitherspieler und zugleich königlich-bayerischer Kammervirtuose und Kammermusikus des Königs Otto von Griechenland. Er ließ die bisherigen Gebäude abtragen und erbaute einen neuen Turm mit einer Aussichtswarte und einer dem Geschmack der damaligen Zeit entsprechenden neogotischen und historisierenden Innenausstattung; die Holzverkleidungen und Butzenscheiben sind teilweise noch erhalten. Es wird berichtet, dass er Besucher mit dem Flügelhorn empfangen und dann auf den Söller geführt hat. Nach dem Tode des Erbauers am 5. März 1891 kam der Besitz zuerst an die Witwe und dann (1892) an den Sohn, der ihn an Marie Geisberg verkaufte. Das Inventar wurde versteigert und aus dem Haus wurde unter dem Namen Marienschlösschen eine Fremdenpension. 1902 erwarb Marie Fischer das Gebäude.
Der nächste Käufer mit Kaufvertrag vom 2. Dezember 1912 war der Industrielle Franz Kupelwieser, der verschiedene Anbauten und Renovierungen vornahm und den Besitz Stauffenegg nannte. Diese Bezeichnung hatte aber keinen Bestand. Franz Kupelwieser ließ auch das Torhaus sowie ein Mäuerchen mit einem Brunnen vor dem Torhaus errichten. Sein Sohn Ernst Kupelwieser, ein bedeutender Physiologe und Entwickler eines Verfahrens zur Entbitterung der Sojabohne, übernahm nach dem Tod seines Vaters 1930 den Besitz. Nach seinem Tod 1964 ging das Schlösschen über eine Zwischenstation (zuerst kam ein Teil des Besitzes an die beiden Töchter aus erster Ehe, die nach Kanada ausgewandert waren) an seine Tochter Gerheid Widrich über, die dort ab 1965 mit Hans Widrich wohnte.

## Das Kupelwieserschlössl heute
Gottfried von Einem war, als er dem Direktorium der Salzburger Festspiele angehörte, dort zu Gast. Kurzfristig wohnte 1948 dort auch Bertolt Brecht und arbeitete an dem Stück Salzburger Totentanz. Die geplante Mitwirkung Brechts an den Festspielen wurde vor allem von den Salzburger Nachrichten gehässig kommentiert. Bekannt ist das Kupelwieserschlössl auch, da dort zwischen 1979 und 1988 Peter Handke wohnte. Er beschrieb seine Spaziergänge auf dem  Mönchsberg in Nachmittag eines Schriftstellers. Auch ein Teil seines Frühwerkes (Die Wiederholung, Die Abwesenheit, Über die Dörfer) und zahlreiche Übersetzungen (William Adonis, Aischylos, Jean Genet, Shakespeare oder Sophokles) verfasste Handke dort. Dort entstanden auch Werke wie Die Lehre der Sainte Victoire (1980), Kindergeschichte (1981), Der Chinese des Schmerzes (1983), Nachmittag eines Schriftstellers (1987), Die Wiederholung (1986) und Die Abwesenheit (1987). In dem Band Am Felsfenster morgens (1998) verarbeitete er Erinnerungen an Salzburg. Sein Gastgeber, Jugendfreund und Landsmann Widrich baute eine umfangreiche Handke-Sammlung auf, die er der Österreichischen Nationalbibliothek als Dauerleihgabe überließ. Weitere handgeschriebene Manuskripte einiger Handke-Texte befinden sich im Salzburger Literaturarchiv.
Die an die Mauer zur Richterhöhe angebaute Keramikwerkstätte wurde an den Architekten Koloman Lenk verkauft, der dort eine Atelierwohnung einrichtete.